# Gasdiffusie-elektrode
De gasdiffusie-elektrode (GDE) is een elektrode met een combinatie van een vaste, vloeibare en gasvormige fasegrens, en een elektrisch geleidende katalysator ter ondersteuning van een elektrochemische reactie tussen de vloeibare en gasvormige fase.

## Principe
GDE's worden gebruikt in brandstofcellen, waarbij zuurstof en waterstof reageert op de gasdiffusie elektroden om water te vormen waarbij de chemische energie wordt omgezet in elektrische energie. Gewoonlijk is de katalysator opgelost in een poreuze folie zodat de vloeistof en het gas kunnen reageren. Naast deze vochtige kenmerken moet de gasdiffusie elektrode natuurlijk een optimale elektrische geleiding bieden om het elektronentransport bij een lage weerstand mogelijk te maken.
Een belangrijke voorwaarde voor het functioneren van gasdiffusie-elektroden is dat zowel de vloeibare als de gasvormige fase naast elkaar bestaan in het poriesysteem van de elektroden. Dit kan worden aangetoond met de Young-Laplace-vergelijking:
{\displaystyle p={\frac {2\ \sigma \cos \theta }{r}}}
De gasdruk p is in relatie met de vloeistof in het poriesysteem over de porieradius r, de oppervlaktespanning σ van de vloeistof en de contacthoek Θ. Deze vergelijking dient te worden genomen als een leidraad voor de bepaling, omdat er te veel onbekende, of moeilijk te bepalen parameters zijn.
Wanneer de oppervlaktespanning wordt beschouwd kan het verschil in oppervlaktespanning van de vloeibare en vaste stof worden meegenomen, maar de oppervlaktespanning van katalysatoren zoals platina op koolstof of zilver zijn nauwelijks meetbaar. De contacthoek op een plat oppervlak kan worden bepaald met een microscoop. Een enkele porie kan echter niet worden onderzocht zodat het noodzakelijk is om het poriesysteem van een volledige elektrode bepalen. Dus om een elektrode oppervlakte voor vloeistof of gas te maken kan worden gekozen om een verschil te maken in de porieradius r, of de bevochtigingshoek Θ.